# 굳세어라 금순아 (1962년 영화)
"굳세어라 금순아"는 1962년 공개된 대한민국의 영화이다.

## 배역
- 최무룡
- 김홍미
- 이방진
- 이대엽
- 허장강
- 주란지
- 윤일봉
- 황정순
- 김정옥
- 성소민
- 김칠성
- 박철
- 최승이
- 김옥경